# Лотігліпрон
Лотігліпрон — це непептидний агоніст рецептора глюкагоноподібного пептиду-1, розроблений компанією Pfizer як препарат для схуднення.  На ранніх стадіях клінічних випробувань було виявлено підвищення рівня печінкових ферментів, що могло вказувати на потенційну токсичність для печінки.  Після цього подальша розробка лотігліпрону припинилася.

## Дивіться також
- Данугліпрон
- Орфоргліпрон